# 1557
- Wikisource

| Calendário gregoriano                                                        | 1557 MDLVII                                          |
| Ab urbe condita                                                              | 2310                                                 |
| Calendário arménio                                                           | 1006 – 1007                                          |
| Calendário bahá'í                                                            | -287 – -286                                          |
| Calendário budista                                                           | 2101                                                 |
| Calendário chinês                                                            | 4253 – 4254 Início a 30 de janeiro (aproximadamente) |
| Calendário copta                                                             | 1273 – 1274                                          |
| Calendário etíope                                                            | 1549 – 1550                                          |
| Calendários hindus - Vikram Samvat - Calendário nacional indiano - Cáli Iuga | 1612 – 1613 1478 – 1479 4657 – 4658                  |
| Calendário Holoceno                                                          | 11557                                                |
| Calendário islâmico                                                          | 964 – 965                                            |
| Calendário judaico                                                           | 5317 – 5318                                          |
| Calendário persa                                                             | 935 – 936                                            |
| Calendário rúnico                                                            | 1807                                                 |
| Calendário solar tailandês                                                   | 2100                                                 |

1557 (MDLVII, na numeração romana) foi um ano comum do século XVI do Calendário Juliano, da Era de Cristo, a sua letra dominical foi C (52 semanas), teve início a uma sexta-feira e terminou também a uma sexta-feira.
| Ano completo                       |
| ---------------------------------- |
| Ano comum com início à sexta-feira |

## Eventos
- 15 de Janeiro - Criação do título Príncipe de Condé, a favor de Luís de Bourbon
- 10 de Março (quarta-feira) - Primeira celebração de um culto protestante no Brasil, realizado pelo pastor genebrense Pierre Richier na ilha de Serigipe (atual Ilha de Villegagnon), na baía de Guanabara.
- 21 de Março (domingo) - Primeira celebração da Santa Ceia num culto protestante no Brasil, ministrada pelo pastor genebrese Pierre Richier e seu auxiliar Guillaume Chartier.
- A Batalha do Cricaré foi a primeira de uma série de batalhas entre portugueses e índios brasileiros da região da Capitania do Espírito Santo
- Maria I de Inglaterra junta-se ao marido, Filipe II de Espanha na guerra contra França
- Criação das freguesias da Sé e Santa Maria Maior na Ilha da Madeira.
- Nomeação de António Álvares no cargo de juiz da Alfândega, ilha da Madeira.
- Restauração da paróquia de Nossa Senhora do Calhau por carta da rainha D. Catarina.
- Separação das freguesias da Sé e Nossa Senhora do Calhau.
- A missiva envida em 1536 pelo Bispo de Angra de acordo com a Câmara de Angra a lembrar ao rei D. João III de Portugal a necessidade de instalar nesta cidade a sede da diocese, chega a D. João III, que não deu seguimento ao pedido, tratando só dos aspectos organizativos. O facto leva Câmara da Angra, neste ano a mandar nova carta a pedir a construção do templo, aproveitando para informar que os moradores de Angra não estavam em condições financeiras de contribuir para esse fim.

## Nascimentos
- Janeiro
  - 1 de Janeiro - István Bocskai, proprietário de terras húngaro-romeno e Príncipe da Transilvânia (m. 1606).
  - 27 de Janeiro - Abbas I, O Grande, Xá da Pérsia de 1588 a 1629 (m. 1629). Abas I, Xá de Pérsia, (1557-1629)
- Fevereiro

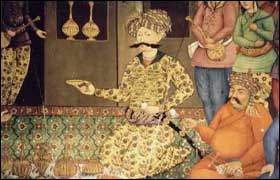
Abas I, Xá de Pérsia, (1557-1629)

  - 11 de Fevereiro - Johannes Wtenbogaert, pregador, capelão e teólogo holandês (m. 1644).
  - 15 de Fevereiro - Vittoria Accoramboni, poetisa italiana e Duquesa de Bracciano (m. 1585).
  - 15 de Fevereiro - Alfonso Fontanelli, compositor italiano (m. 1622).
  - 24 de Fevereiro - Mathias II, Imperador do Sacro Império Romano-Germânico (m. 1619).
- Março
  - 1 de Março - Nicolas Bergier, erudito, filólogo e professor da Universidade de Rheims (m. 1623).
  - 22 de Março - Casimiro IX, Duque da Pomerânia-Wolgast e príncipe-bispo de Cammin (1574-1602) (m. 1605).
  - 24 de Março - Andreas Dörer, médico e botânico alemão (m. 1622).
  - 31 de Março - Abraham Lamberg, impressor, livreiro e editor alemão (m. 1629).
- Abril
  - 4 de abril - Lev Sapieha, em russo, Леў Сапега, chanceler lituano e Grão-Duque da Lituânia (m. 1633).
  - 7 de Abril - Tristano Martinelli, ator teatral italiano a quem se atribui a máscara de Arlequim (m. 1630).
  - 11 de Abril - Friedrich von Zweibrücken,  Duque de Vohenstrauss-Parkstein de 1569 a 1597 (m. 1597).
- Maio
  - 5 de Maio - Emmanuel-Philibert van Lalaing, Barão de Montigny e Marquês de Renty (m. 1590).
- Junho
  - 3 de Junho - Andreas Baudis, Andreas Baudisius, teólogo alemão (n. 1615).
  - 10 de Junho - Leandro Bassano, Leandro del Ponte, pintor italiano (m. 1622).  Janeiro, Leandro Bassano, 1595/1600

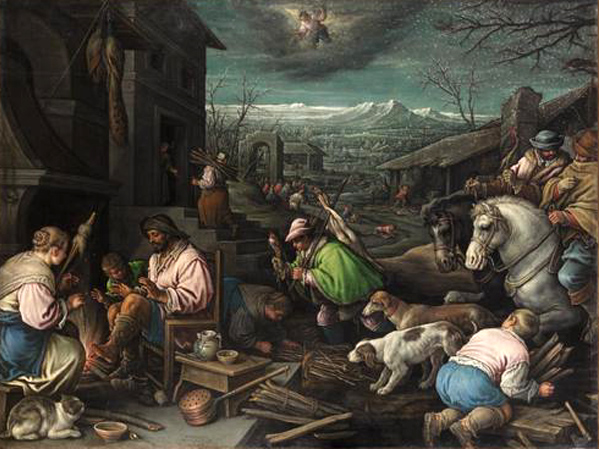
Janeiro, Leandro Bassano, 1595/1600

  - 28 de Junho - Philip Howard, 17° Conde de Arundel, (m. 1595).
- Julho
  - 25 de Julho - Jakob Frischlin, O Jovem, historiógrafo, escolástico e professor universitário (m. c1621).
- Agosto
  - 16 de Agosto - Agostino Carracci, pintor e gravador italiano (m. 1602).  Agostino Carracci, A Comunhão de São Jerônimo

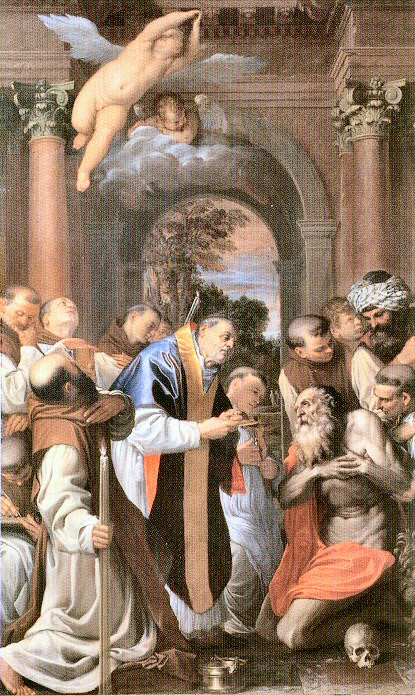
Agostino Carracci, A Comunhão de São Jerônimo

  - 19 de Agosto - Friedrich I, Duque de Württemberg, filho de Jorge I de Württemberg-Mömpelgard (1498-1558) (m. 1608).
  - 26 de Agosto - Sibila de Jülich-Kleve-Berg, marquesa de Burgau, filha do Duque Guilherme, O Rico (1516-1592) (m. 1627).
  - 28 de Agosto - Alessandro Marzi Medici, arcebispo de Florença de 1605 a 1630 (m. 1630).
- Setembro
  - 4 de Setembro - Sofia de Mecklemburgo, mãe de Cristiano IV da Dinamarca (1577-1648) (m. 1631)).
  - 11 de Setembro - José de Calasanz, religioso espanhol e fundador da Ordem dos Piaristas (m. 1648).
  - 11 de Setembro - Sebald Welser, O Velho, político e administrador em Nuremberg (m. 1589).
  - 16 de Setembro - Jacques Mauduit, compositor francês e tocador de alaúde (m. 1627).
  - 16 de Setembro - Martin Behm, teólogo luterano alemão e autor de hinos (m. 1622).
- Outubro
  - 8 de Outubro - Paulus Behaim, O Jovem, filólogo, jurista e Professor da Universidade de Leipzig (n. 1621).
  - 8 de Outubro - Georg von Schoenaich, jurista e humanista alemão (m. 1619).
  - 5 de Outubro - Antoine Favre, jurista e escritor francês (m. 1624).
- Dezembro
  - 6 de Dezembro - Ernst Cothmann, jurista alemão (m. 1624).
  - 7 de Dezembro - Girolamo Trombeti, compositor italiano, irmão de Ascanio Trombeti (1544-1590) (m. ?).
  - 9 de Dezembro - Joachim Tancke, médico e alquimista alemão (m. 1609).
  - 28 de Dezembro - David Herlitz, matemático, médico, historiador e escritor latino (m. 1636).
- Datas Desconhecidas
  - Ascensidonio Spacca, Il Fantino, pintor italiano (m. 1646).
  - Balthasar Gérard, assassino de Guilherme de Orange (m. 1584).
  - Bernardo Castello, pintor italiano (m. 1629).
  - Daniele Casella, escultor e arquiteto suíço (m. 1646).
  - François de Châtillon, militar francês (m. 1591).
  - Gabriele Zinani, literato e poeta italiano (m. 1635).
  - Giovanni Croce, compositor italiano (m. 1609).
  - Giovanni Gabrieli, compositor e organista italiano (m. 1612).
  - Heinrich Eckstorm, pedagogo e teólogo evangélico alemão (m. 1622).
  - Johannes Althusius, filósofo e teólogo alemão (m. 1638).
  - Julius Caesar, juiz e político inglês (m. 1636).
  - Lamoral de Tassis, general e tesoureiro imperial (m. 1624).
  - Oda Nobutada, general japonês (m. 1582).
  - Olaus Martini, Arcebispo de Uppsala (m. 1609).
  - Otto van Veen, Otto Venius, pintor, humanista e mestre de Rubens (m. 1629).
  - Thomas Morley, compositor inglês (m. 1602).
  - Toda Katsushige, samurai japonês (m. 1600).

## Mortes
- Janeiro
  - 2 de Janeiro - Pontormo, pintor italiano (n. 1494). Pontormo, (1494-1557) José no Egito, 1515-18; Óleo sobre madeira; 96 x 109 cm; Galeria Nacional, Londres.

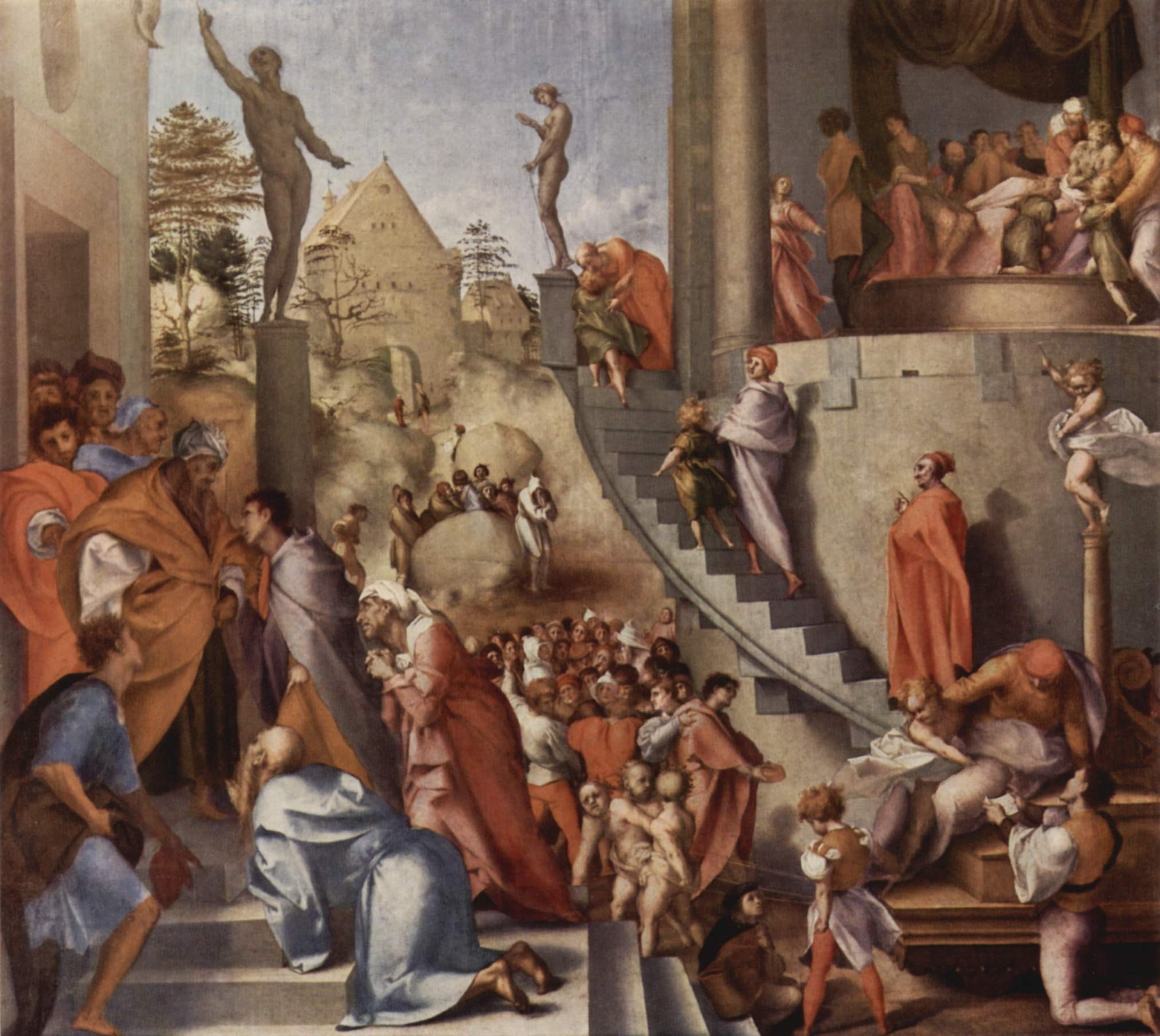
Pontormo, (1494-1557) José no Egito, 1515-18; Óleo sobre madeira; 96 x 109 cm; Galeria Nacional, Londres.

  - 3 de Janeiro - Giacomo Francia, pintor italiano (n. 1486).
  - 8 de Janeiro - Alberto Alcibíades, O Belicoso, marquês de Brandemburgo-Kulmbach (n. 1522).
  - 8 de Janeiro - Joannes Bunderius, teólogo, controversista e inquisidor flamengo (n. 1482).
  - 10 de Janeiro - Hans Rudolf Lavater, pintor de vitrais e político sueco (n. 1487).
  - 12 de Janeiro - Eberhard Billick, Arcebispo de Colônia e anti-reformador (n. c1499).
  - 22 de Janeiro - Giulio Raibolini, pintor italiano (n. 1487).
  - 26 de Janeiro - Ana de Masóvia, filha de Conrado III, O Velho (1448-1503) (n. 1498).
- Fevereiro
  - 13 de Fevereiro - Hans von Ponickau, político e oficial de justiça alemão (n. 1492).
  - 15 de Fevereiro - Gregor von Brück, Gregorius Pontanus, político, jurista, chanceler e reformador alemão (n. 1484).
  - 17 de Fevereiro - Johann Timann, Johannes Amsterdamus, teólogo evangélico e reformador alemão (n. 1500).
  - 17 de Fevereiro - Caterina Cybo, Duquesa de Camerino (n. 1501).
  - 28 de Fevereiro - Luigi Antonio Zompa, grammatico italiano (n. 1496).
- Março
  - 13 de Março - Louis II de Bourbon de Vendôme, Bispo de Laon (n. 1493).
  - 14 de Março - Joana de Oettingen, filha de Luís XV de Oettingen (1486-1557) (n. 1519).
  - 28 de Março - Johann Albrecht Widmannstetter, teólogo, humanista, orientalista e filólogo alemão (n. 1506).
- Abril
  - 9 de Abril - Miguel Agrícola, Bispo de Turku, reformador e tradutor do Novo Testamento (n. 1510).
  - 16 de Abril - Mads Lang, Bispo de Århus desde 1537 (n. ?).
  - 21 de Abril - Kaspar Gräter, teólogo luterano alemão (n. 1501).
  - 21 de Abril - Girolamo Parabosco, organista e compositor italiano (n. 1524).
  - 24 de Abril - Georg Rörer, Georgius Rorarius, tradutor, pastor luterano e reformador alemão (n. 1492).
  - 29 de Abril - Lautaro, herói nacional chileno na luta contra a conquista espanhola (n. 1534).
  - 30 de Abril - Juán de Azpicuelta Navarro, missionário e jesuíta espanhol, que chegou ao Brasil na comitiva de Tomé de Sousa (1503-1579) (n. c1521).
  - 1 de Abril - Lorenz Heidenreich, teólogo alemão (n. 1472).
- Maio
  - 4 de Maio - Jorge da Áustria, Bispo de Brescia, de Bressanone, Itália, príncipe-bispo de Liège, Bélgica e Arcebispo de Valência, Espanha (n. 1504).
  - 31 de Maio - Teodoro I, (em russo, Федор I Иванович), tsar da Rússia (n. 1598).
  - 31 de Maio - Juan Martínez Guijarro, Juan Martínez Silíceo, Arcebispo de Toledo, eclesiástico, matemático e lógico espanhol (n. 1477).
- Junho
  - 6 de Junho - Jacques d'Annebaut, Bispo de Lisieux desde 1539.
  - 11 de Junho - Dom João III, O Piedoso, Rei de Portugal desde 1521 (n. 1502). D. João III, Rei de Portugal (1502-1557)

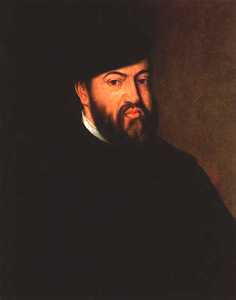
D. João III, Rei de Portugal (1502-1557)

  - 15 de Junho - Sebastiaan van Noyen, arqueólogo e engenheiro militar flamengo.
  - 20 de Junho - Augustin van Getelen, dominicano alemão (n. 1495).
  - 26 de Junho - Gonzalo Fernández de Oviedo y Valdés, historiador e nat espanhol (n. 1476).
- Julho
  - 8 de Julho - Geoffrey Glyn, fundador de uma Escola de Frades em Bangor, País de Gales (n. ?).
  - 10 de Julho - Giovan Battista Ramusio, diplomata e geógrafo italiano (n. 1485).
  - 16 de Julho - Ana de Cleves, rainha da Inglaterra e quarta esposa Henrique VIII (n. 1515).
  - 21 de Julho - Pieter Nanninck, Petrus Nannius, humanista, filólogo flamengo e professor de Latim (n. 1500).
  - 26 de Julho - Angelus Merula, mártir, teólogo e reformador holandês (n. 1482).
- Agosto
  - 1 de Agosto - Olaus Magnus, historiador e geógrafo sueco (n. 1490).
  - 4 de Agosto - Briccius Northanus, Brictius thon Norde, teólogo e reformador alemão (n. c1503).
  - 8 de Agosto - Melchior von  Osse, chanceler e jurista alemão (n. 1506).
  - 10 de Agosto - Fabio Mignanelli, cardeal italiano, Bispo de Lucera e de Grosseto (n. 1486).
  - 10 de Agosto - Lodewijk van Brederode, Senhor de Ameide, Holanda, e filho de Reinout III van Brederode (1493-1556), morreu durante a Batalha de São Quentin.
  - 12 de Agosto - Celso Martinengo, humanista e teólogo italiano (n. 1515).
  - 18 de Agosto - Claude de la Sengle, Grão-Mestre dos Cavaleiros de Malta (Cavaleiros Hospitalários) desde 1553 (n. 1494).
- Setembro
  - 1 de Setembro - Jacques Cartier, navegador e explorador francês (n. 1491). Jacques Cartier (1491-1557)

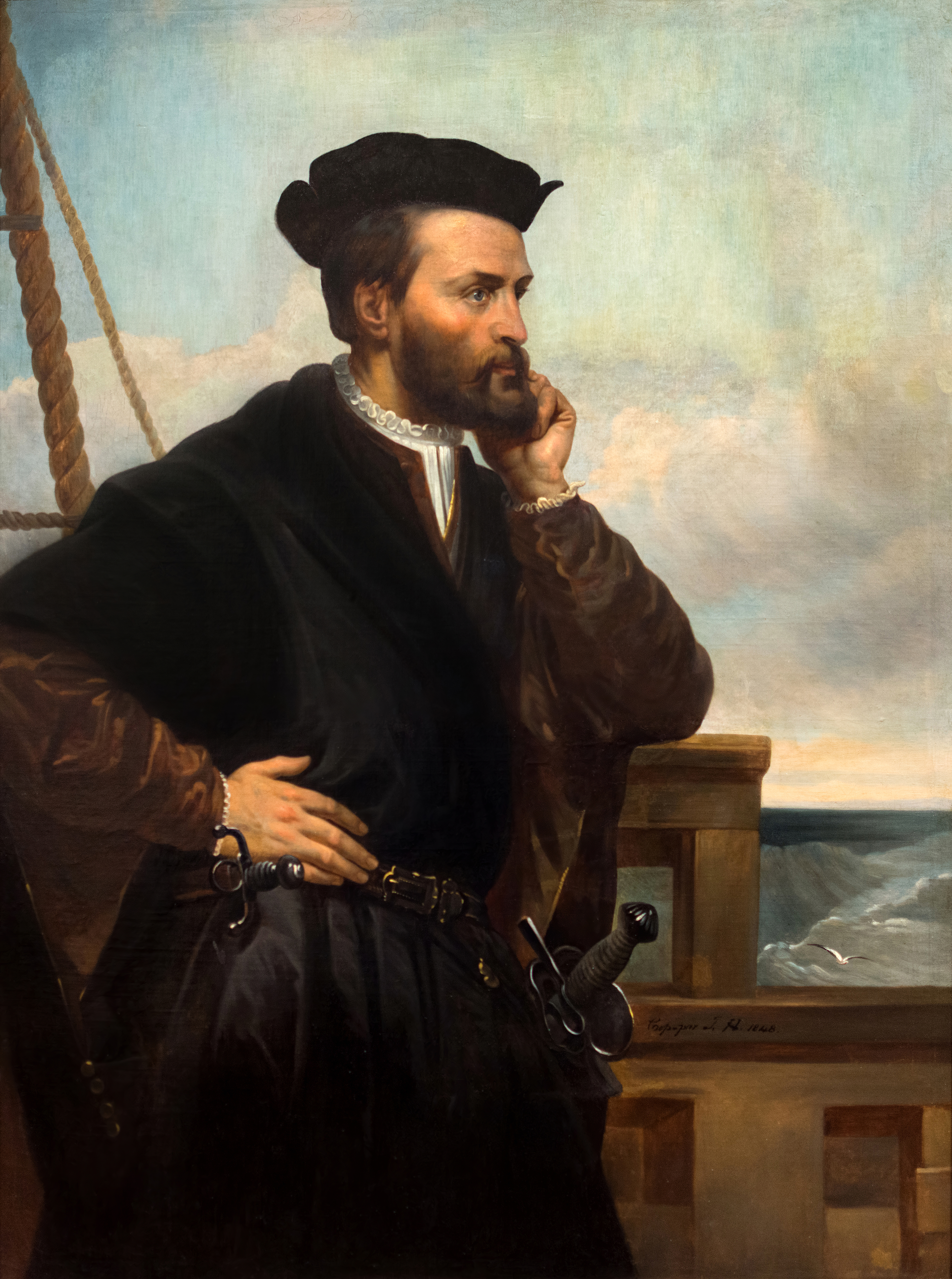
Jacques Cartier (1491-1557)

  - 2 de Setembro - Valentin Wagner, humanista, escolástico e teólogo evangélico alemão (n. 1510).
  - 13 de Setembro - Veit Amerbach, Vitus Amerpachius, filólogo e humanista alemão  (n. 1503).
  - 13 de Setembro - John Cheke, tutor de Eduardo VI, chefe de estado, erudito clássico, filólogo e primeiro professor de grego da Universidade de Cambridge (n. 1514).
  - 15 de Setembro - Juan Álvarez y Alva de Toledo, cardeal espanhol e Bispo de Burgos (1537), de Córdoba (1532), de Albano (1553) e Frascati (1555) (n. 1488).
  - 22 de Setembro - Niccolò Liburnio, religioso e literato italiano (n. 1474).
  - 27 de Setembro - Go-Nara, Imperador do Japão (n. 1497).
  - 27 de Setembro - Tilemann Schnabel, teólogo evangélico e reformador alemão (n. 1475).
  - 28 de Setembro - Henricus Stolo, teólogo alemão.
- Outubro
  - 5 de Outubro - Bacchiacca, pseudônimo de Francesco Ubertini, pintor italiano (n. 1494).
  - 5 de Outubro - Kamran Mirza, segundo filho de Babur, (1483-1531), o fundador da Dinastia Mogol da Índia (n. 1509).
  - 5 de Outubro - Caramuru, pseudônimo de Diogo Álvarez Correia, aventureiro português e náufrago que teria atingido as costas da Bahia em 1510 (n. 1475).
  - 7 de Outubro - Giovanni Francesco Conti, dito Quinzano Stoa, poeta, humanista e professor da Universidade de Paris (n. 1484).
  - 25 de Outubro - William Cavendish, cortesão e político inglês (n. 1505).
- Novembro
  - 6 de Novembro - Niels Andersen Friis, jurista e magistrado dinamarquês (n. 1500).
  - 7 de Novembro - Leonida Malatesta, condottiero italiano (n. 1500).
  - 8 de Novembro - Fra Giordano Pasetus, Jordanus Pasetus, religioso e compositor italiano (n. ?).
  - 15 de Novembro - Ferrante I Gonzaga, condottiero italiano (n. 1507).
  - 19 de Novembro - Bona Sforza, rainha da Polônia, esposa de Sigismundo I, o Velho (1467-1548) (n. 1494).
  - 19 de Novembro - Maria de' Medici, filha mais velha de Cosimo I de' Medici (n. 1540).
  - 20 de Novembro - Casper Bruschius, humanista e reformador alemão (n. 1518).
- Dezembro
  - 2 de Dezembro - Wilhelm von Ketteler, Príncipe e Bispo de Münster.
  - 4 de Dezembro - Haubold von  Maltitz, Cavaleiro e Senhor de Elsterwerda, Oelsnitz e de Kotschka desde 1547 (n. 1505).
  - 7 de Dezembro - Mary FitzRoy, Duquesa de Richmond e de Somerset (n. 1519).
  - 13 de Dezembro - Niccolò Tartaglia, engenheiro e matemático italiano (n. 1499).
- Datas Incompletas
  - Alfonso Tornabuoni, Bispo de Saluzzo de 1530 a 1557.
  - Diego Pisador, compositor espanhol (n. 1509).
  - Diogo de Gouveia, O Velho, humanista português  (n. 1471).
  - Gonzalo Fernández de Oviedo y Valdés, cronista e colonizador espanhol (n. 1478).
  - Jean Salmon Macrin, poeta francês (n. 1490).
  - Sebastiano Caboto, navegador italiano (n. 1484).
  - Thomas Crecquillon, compositor flamengo (n. 1490).

## Por tema
- 1557 no Brasil